# Masfut
Masfut (arabiska: مصفوت) är en ort i Förenade arabemiraten. Den ligger i emiratet Ajman, i den nordöstra delen av landet, 180 kilometer öster om huvudstaden Abu Dhabi.